# Seznam hrvaških muzikologov
Seznam hrvaških muzikologov.

## A
- Josip Andreis
- Gjuro Arnold

## B
- Marija Barbieri
- Janko Barle?
- Joško (Josip) Belamarić
- Jerko Bezić
- Nada Bezić
- Bojan Bujić (1937–2024)

## Č
- Emil Čić

## D
- Miho Demović
- Natko Devčić?
- Gorana Doliner
- Josip Dravec? (slov.-hrv.)
- Lada Duraković

## F
- Goran Farkaš
- Ivan Focht?
- Josip Florschütz?
- Dubravka Franković

## G
- Milovan Gavazzi (etnolog, etnomuzikolog)
- Nikša Gligo
- Marijan Grgić

## H
- Nikola Hercigonja
- Zoran Hudovsky

## I
- Ivan Ivančan (etnokoreolog, folklorist)
- Bojana Ivančević

## J
- Marija Janaček-Buljan
- Ivo Josipović
- Jasmina Juračić

## K
- Zdenka Kapko-Foretić
- Josip Kazić ?
- Vjekoslav Klaić
- Anđelko Klobučar
- Ivan (Ivo) Kokot ?
- Walter William Kolar ?
- Štefan Kočiš
- Koraljka Kos
- Branko Kostelac (folklorist)
- Krešimir Kovačević
- Erika Krpan
- Franjo Ks. Kuhač (1834-1911)
- Marija Kuntarić (1929-1999)

## M
- Josip Magdić
- Pavao Markovac (1903-1941)
- Jagoda Martinčević Lipovčan
- Jerko Martinić
- Davor Merkaš
- Dušan Mihalek
- Anđelko Milanović

## L
- Mato Lešćan?
- Katarina Livljanić
- Zvonko Lovrenčević (etnomuzikolog)

## N
- Viktor Novak
- Vjenceslav Novak

## P
- Hubert Pettan
- Svanibor Pettan (hrv.-slov.)
- Dragan Plamenac
- Fran Potočnjak

## R
- Cvjetko Rihtman

## S
- Eva Sedak
- Ennio Stipčević
- Ivan Supičić

## Š
- Ladislav Šaban
- (Lujo Šafranek-Kavić)
- Božidar Širola
- (Rikard Švarc)

## T
- Andrija Tomašek (1919-2019)
- Stanislav Tuksar

## V
- Albe Vidaković (1914-1964)
- Vilena Vrbanić

## Ž
- Vinko Žganec
- Viktor Žmegač (1929-2022)
- Lovro Županović